# Moovweb
Moovweb es una empresa de software que ofrece una plataforma basada en la nube para sitios y apps móviles.Su sede se encuentra en San Francisco,y fue fundada por Ajay Kapur, que es  el Director ejecutivo de la compañía.

## Historia
Ajay Kapur fundó Moovweb en 2003. Andy Bechtolsheim invirtió $700,000 para ayudar en el lanzamiento de la empresa.
Moovweb emplea una plataforma basada en la nube para transformar los sitios de escritorio en experiencias móviles para teléfonos inteligentes y tabletas. La compañía emplea un proceso pendiente de patente conocido como "virtualización del sitio". Este proceso permite que el sitio o app móvil herede el contenido, las características y la lógica de negocio de un sitio de escritorio. Los desarrolladores front-end utilizan un kit de desarrollo de software gratuito y un lenguaje de programación llamado Tritium para escribir las instrucciones de transformación.
La compañía ayudó a integrar Google Wallet en el sitio móvil de 1-800-Flowers.com. Moovweb es un Socio de la Plataforma Premium de Google Wallet. Moovweb ha empleado PayPal Express checkout en algunos de los sitios que ha desarrollado.
Entre los clientes reconocidos de Moovweb podemos encontrar a 1800FLOWERS.com, Lending Tree, Macy's, Golfsmith, Panasonic Corp, John Deere, Sharpie y Vitacost.
Hasta abril de 2013, Moovweb había recaudado $16 millones en fondos.